# Éole (Principia)
Pour les articles homonymes, voir Éole (homonymie).
 (mars 2023).
Éole est un logiciel de modélisation de la société Principia (section R-D) en mécanique des fluides.
Conçu [Quand ?], ce logiciel résout les équations de Navier-Stokes pour des écoulements monophasiques ou multiphasiques, stationnaires ou instationnaires, de fluides compressibles ou incompressibles. 
Ce logiciel est juste un noyau de calcul, il ne permet pas à lui tout seul de mailler le domaine de calcul. Le paramétrage se fait par un fichier annexe.
L'utilisation de ce logiciel est réservée aux initiés.